# Bollekescross 2013
De 12e editie van de Bollekescross in Zogge werd gehouden op 10 november 2013. De wedstrijd maakte deel uit van de Superprestige veldrijden 2013-2014. De titelverdediger was de Belg Sven Nys. Dit jaar won Niels Albert.
Het was de laatste keer dat de Bollekescross in Hamme-Zogge plaatsvond. Vanaf 2014 verhuist de cross naar het centrum van Hamme, en gaat deze door onder de naam Flandriencross.

## Mannen elite

### Uitslag[1]
| Plaats | Naam                | Ploeg                        | Tijd     |
| ------ | ------------------- | ---------------------------- | -------- |
| 1      | Niels Albert        | BKCP-Powerplus               | 1u03'33" |
| 2      | Sven Nys            | Crelan-Euphony               | + 13"    |
| 3      | Philipp Walsleben   | BKCP-Powerplus               | + 36"    |
| 4      | Wietse Bosmans      | BKCP-Powerplus               | + 58"    |
| 5      | Julien Taramarcaz   | BMC Mountainbike Racing Team | + 1'00"  |
| 6      | Klaas Vantornout    | Sunweb-Napoleon Games        | + 1'42"  |
| 7      | Kevin Pauwels       | Sunweb-Napoleon Games        | z.t.     |
| 8      | Rob Peeters         | Telenet-Fidea                | + 1'52"  |
| 9      | Niels Wubben        | Rabobank Development Team    | + 1'57"  |
| 10     | Thijs van Amerongen | AA Drink                     | + 2'01"  |
| 11     | 0                   |                              |          |
| 12     | 0                   |                              |          |
| 13     | 0                   |                              |          |
| 14     | 0                   |                              |          |
| 15     | 0                   |                              |          |

| Pos. | Punten |
| ---- | ------ |
| 1    | 80     |
| 2    | 60     |
| 3    | 40     |
| 4    | 30     |
| 5    | 25     |
| 6    | 20     |
| 7    | 17     |
| 8    | 15     |
| 9    | 12     |
| 10   | 10     |
| 11   | 8      |
| 12   | 5      |
| 13   | 4      |
| 14   | 2      |
| 15   | 1      |

2002 · 
2003 · 
2004 · 
2005 · 
2006 · 
2007 · 
2008 · 
2009 ·
2010 · 
2011 · 
2012 · 
2013 ·  
2014 ·  
2015 ·  
2016 ·  
2017 ·  
2018 ·  
2019 ·
2021 ·
2022 ·
2023 ·
2024 (januari) ·
2024 (november)
 Cyclocross Ruddervoorde · 
 Cyclocross Zonhoven · 
 Bollekescross · 
 Cyclocross Asper-Gavere · 
 Cyclocross Gieten · 
 Cyclocross Diegem · 
 Vlaamse Aardbeiencross · 
 Noordzeecross